# Posidó
|  | Aquest article tracta sobre el déu grec; per a la pel·lícula, vegeu l'article Posidó (pel·lícula) |

En la mitologia grega, Posidó (grec antic: Ποσειδῶν), fill de Cronos i de Rea, és un dels Olímpics i déu dels oceans. Tan aviat era el germà gran com el germà petit de Zeus. La llegenda que explica que Zeus, quan va arribar a l'edat viril, va obligar el seu pare (Cronos) a retornar els fills que s'havia empassat, fa de Zeus el germà petit. Però amb el desenvolupament del dret de primogenitura, Zeus, que era el déu suprem, va adoptar el paper de fill gran. Per això Posidó va ser considerat, ja en època clàssica, el germà petit de Zeus.
Ja a la Ilíada, a Posidó li correspon el domini de la mar, a Zeus el cel i la terra, i a Hades l'inframón. Com a déu del mar, té el poder de convocar tempestes, trencar roques amb el seu trident i fer néixer fonts. El seu domini arribava a les aigües corrents i als llacs. Els rius tenien les seves pròpies divinitats. No sempre va tenir bones relacions amb Zeus: va participar amb Hera i Atena en la conjuració per encadenar Zeus, però es va fer enrere per les amenaces de Briàreu.
Malgrat que va ser el rei dels mars, mai es traslladava amb vaixell, solia moure's amb una quàdriga impulsada per dofins o animals monstruosos, mig cavalls i mig serps. Viatjava acompanyat de peixos, de criatures marines de tota mena, i de les Nereides i de diversos genis, com Proteu i Glauc. Té el seu equivalent en la mitologia romana en el déu Neptú. Els seus atributs són el cavall i el trident. També era anomenat Asfali.
Estava casat amb Amfitrite. La història d'amor entre Posidó i Amfitrite va començar quan Posidó va veure a la nereida Amfitrite ballar a l'illa de Naxos. Posidó es va enamorar d'ella i li va demanar matrimoni, però aquesta li va respondre que no. Amfitrite es va amagar a la serralada de l'Atles, però un dofí la va trobar i la va convèncer perquè es casés amb Posidó. Posidó, agraït, va crear la constel·lació del Dofí.
Posidó era el protector de l'illa de l'Atlàntida.

## Etimologia
La primera idea conservada del nom, escrit en lineal B, és Po-se-da-o o Po-se-da-wo-ne, que corresponen a Poseidaōn i Poseidawonos en grec micènic; en grec homèric apareix com Ποσειδάων (Poseidaōn); en eòlic com Ποτειδάων (Poteidaōn); i en dòric com Ποτειδάν (Poteidan), Ποτειδάων (Poteidaōn) i Ποτειδᾶς (Poteidas). Un epítet comú de Posidó és Γαιήοχος (Gaiēochos), 'agitador de la Terra', epítet que també s'identifica en tauletes en lineal B.
Els orígens del nom «Posidó» no són gaire clars. Una teoria el divideix en un element que significa 'marit' o 'senyor' (πόσις, posis) i un altre que significa 'terra' (δᾶ, da), obtenint un significat com 'senyor o marit de la Terra', la qual cosa el relacionaria amb Demèter, 'mare de la Terra'. Walter Burkert considera que «el segon element, da, roman desesperadament ambigu» i troba la interpretació 'consort de la Terra' «força impossible de demostrar». Una altra teoria interpreta el segon element com relacionat amb la paraula dawon (aigua) en algunes llengües indoeuropees, això faria que Posei-dawōn fos el 'senyor de les aigües'.

## Prehistòria grega
Si es dona crèdit a les tauletes a lineal B que es conserven, el nom po-se-da-wo-ne (Posseidó) apareix amb més freqüència que di-u-ja (Zeus). També apareix una variant femenina, po-se-de-ia, la qual cosa indica l'existència d'una deessa consort oblidada, precursora d'Amfitrite. Les tauletes de Pilos registren mercaderies destinades a sacrificis per a «les Dues Reines i Posseidó» i «les Dues Reines i el Rei». La identificació més òbvia per a les «Dues Reines» és amb Demèter i Persèfone o les seves precursores, deesses que no van quedar associades amb Posidó en períodes posteriors. En el Cnosos micènic Posidó és també identificat com e-ne-si-da-o-ne ('agitador de la terra'), un poderós atribut (els terratrèmols havien acompanyat al col·lapse de la cultura palatina minoica). En la cultura micènica, fortament depenent del mar, no ha aflorat encara cap relació entre Posidó i el mar; entre els olímpics es va decidir després que es jugués a sort que governaria el mar: el déu era anterior al seu regne.
Els noms de Demèter i Posidó estan relacionats en una tauleta de Pilos, on apareixen com po-se-da-wo-ne i da-ma-te, en el context sagrat de jugar-ho a la sort.
Donada la relació de Posidó amb els cavalls així com amb el mar, i l'allunyada situació respecte al mar del probable territori original indoeuropeu, alguns investigadors han proposat que Posidó era originalment un aristocràtic déu-cavall que va ser posteriorment assimilat amb les deïtats aquàtiques de l'Orient Pròxim quan la base del suport grec va canviar de la terra al mar.
En qualsevol cas, l'enorme importància inicial de Posidó pot encara entreveure's a l'Odisea d'Homer, on és ell i no Zeus el principal causant dels successos.

## Mitologia

### Naixement i infantesa

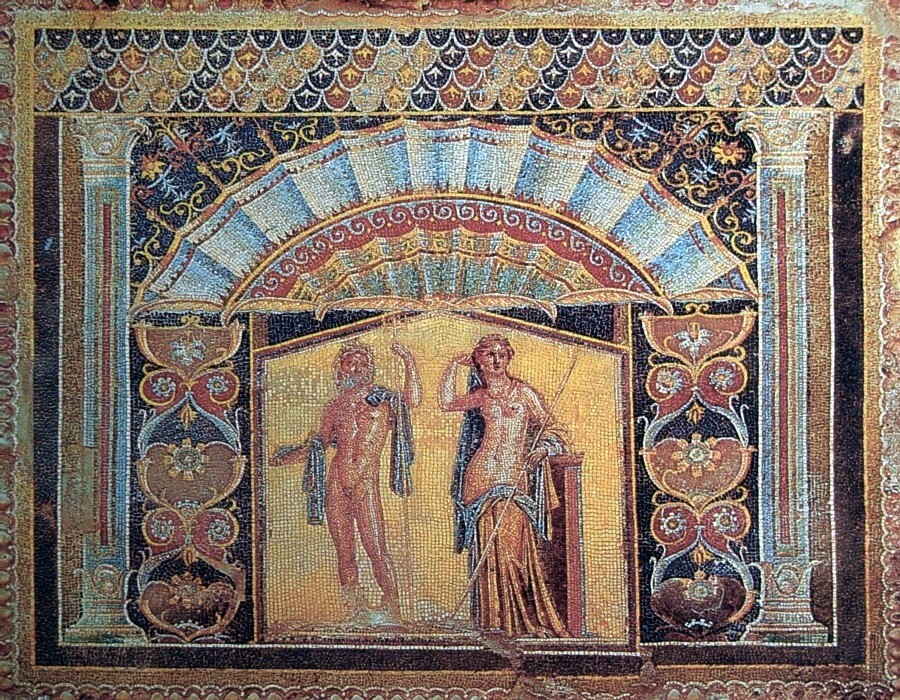
Mosaic d'Herculà representant Neptú i Amfítrite.

Posidó era un fill de Cronos i Rea. En versions més antigues, narrades per Hesíode a la Teogonia, era empassat per Cronos en néixer, però després era salvat, juntament amb els seus altres germans, per Zeus. Segons una única referència a la Ilíada, quan el món fou dividit en tres, Zeus rebé la terra i el cel, Hades l'inframón i Posidó els mars. A l'Odissea Posidó tenia una llar a Eges.
Tanmateix, en altres versions del mite, Posidó, com el seu germà Zeus, evità el destí dels seus altres germans en ser salvat per la seva mare Rea, que l'amagà en un ramat de xais simulant haver parit un poltre, que donà a Cronos perquè el devorés. Segons Joan Tzetzes la curòtrofa o mainadera de Posidó fou Arne, qui negà ser-ho quan Cronos aparegué buscant-la. Segons Diodor de Sicília, Posidó fou riat pels Telquines a Rodes, igual que Zeus havia estat creat pels Coribants a Creta.
Es deia que Posidó havia estat criat pels Telquines i per Cèfira, una filla d'Oceà. A l'edat viril, es va enamorar d'Hàlia, la germana dels Telquines, que li donà sis fills i una filla anomenada Rode. Això passava a l'illa de Rodes, que va rebre el nom de la filla de Posidó.

### Disputes per les ciutats
Quan els homes es van organitzar en ciutats, els déus van voler triar-ne una o algunes on fossin objecte d'especial veneració. Però de vegades dues o tres divinitats triaven la mateixa població i això provocà conflictes. les disputes s'arbitraven per altres déus. Però Posidó va ser dissortat en la tria de les seves ciutats. Va disputar amb Hèlios (el Sol) la ciutat de Corint, però Briàreu, que feia de jutge, la donà al Sol. Va voler regnar a Egina, però va ser desbancat per Zeus. Dionís li va prendre Naxos. Apol·lo es va quedar amb Delfos i Atena amb Trezè. Però les baralles més famoses van ser per Atenes i Argos.
Foroneu va ser l'àrbitre en la disputa entre Hera i Posidó per la ciutat d'Argos. També aquí el jutge va sentenciar contra Posidó. Ple de còlera va llençar una maledicció contra l'Argòlida i assecà totes les fonts del país. Però aviat va arribar Dànau amb les seves cinquanta filles, i Amimone, una d'elles, enamorada de Posidó, el va convèncer perquè aixequés el malefici.
Pel que fa a Atenes, Posidó va prendre possessió de la ciutat fent sorgir amb el seu trident un "mar" dalt de l'Acròpoli. Aquesta «mar», segons Pausànies, era un pou d'aigua salada que es trobava vora l'Erectèon. Al moment es va presentar Atena, que va convocar Cècrops perquè testifiqués la seva acció. Va plantar una olivera, que encara s'ensenyava el segle ii aC al Pandrosèon. La disputa va arribar fins a Zeus, que nomenà com a jutges els déus de l'Olimp. El tribunal es pronuncià a favor d'Atena, que es convertí en deessa patrona de la ciutat i li donà nom, gràcies a Cècrops, que va testificar al seu favor indicant que havia plantat l'olivera a l'Acròpoli, senyal de civilització. Posidó, enfurismat, va inundar la plana d'Eleusis. Així mateix, Posidó continuà sent una presència numinosa a l'Acròpoli sota la forma del seu substitut, Erecteu. A la festa de la dissolució, al final de l'any en el calendari atenès, les Escirofòries, els sacerdots d'Atena i els de Posidó anaven en processó sota tàlem fins a Eleusis.

### Posidó i Troia
Posidó va participar, juntament amb Apol·lo i el mortal Èac, en la construcció de les muralles de Troia, durant tot un any. Laomedont, el rei de Troia, li va negar el salari convingut, i Posidó va fer sortir un monstre del mar que devastà els pobles troians. Per això Posidó intervé també a la guerra de Troia a favor dels grecs. Durant un temps Posidó es va mantenir lluny de la lluita, però quan els aqueus tenen la pitjor part en la batalla, corre a ajudar-los. Pren la figura de Calcant per encoratjar els dos Àiax (el gran i el petit) i anima Teucre i Idomeneu. Però quan Aquil·les està a punt de matar Eneas, Posidó salva l'heroi troià. Cobreix amb una boira els ulls d'Aquil·les, arrenca la llança del grec clavada a l'escut d'Eneas i transporta l'heroi lluny de les línies gregues. Diu que el destí no vol la mort d'aquell troià. Potser un altre motiu és que Eneas no és descendent directe de Laomedont, sinó de Tros, per part d'Anquises. Posidó persegueix la fi del llinatge de Príam, però salva els descendents d'Anquises.

### Descendència
Amfitrite i Posidó van tenir un fill anomenat Tritó que era una barreja de persona i peix i posteriorment un personatge anomenat Rode. Però com la majoria de déus del panteó grec, Posidó va tenir relacions sexuals variades, de les quals van néixer diversos fills. Mentre els fills de Zeus acostumen a ser herois benefactors, tant els fills d'Ares com els de Posidó són moltes vegades gegants violents i malfactors. S'indica el nom de la mare:
- D'Amimone va néixer Naupli.
- D'Arne van néixer Èol i Beot.
- De Celeno (Plèiade) van néixer Licos i Eurípil.
- De Ceròesa va néixer Bizas.
- De Quíone va néixer Eumolp.
- De Demèter va néixer Despina, de qui estava prohibit pronunciar el seu nom, i el cavall Aríon.
- De Medusa va néixer Crisàor i el cavall Pegas.
- De la nimfa Toosa va néixer Polifem.
- D'Ifimèdia els Aloïdes.
- De Gaia van néixer Anteu, Orió i Caribdis.
- De Líbia van néixer Agènor i Belos.
- D'Aretusa tingué a Abant.
- D'Hàlia tingué sis fills, que van tornar bojos, i una filla Rode.[12]

## Culte

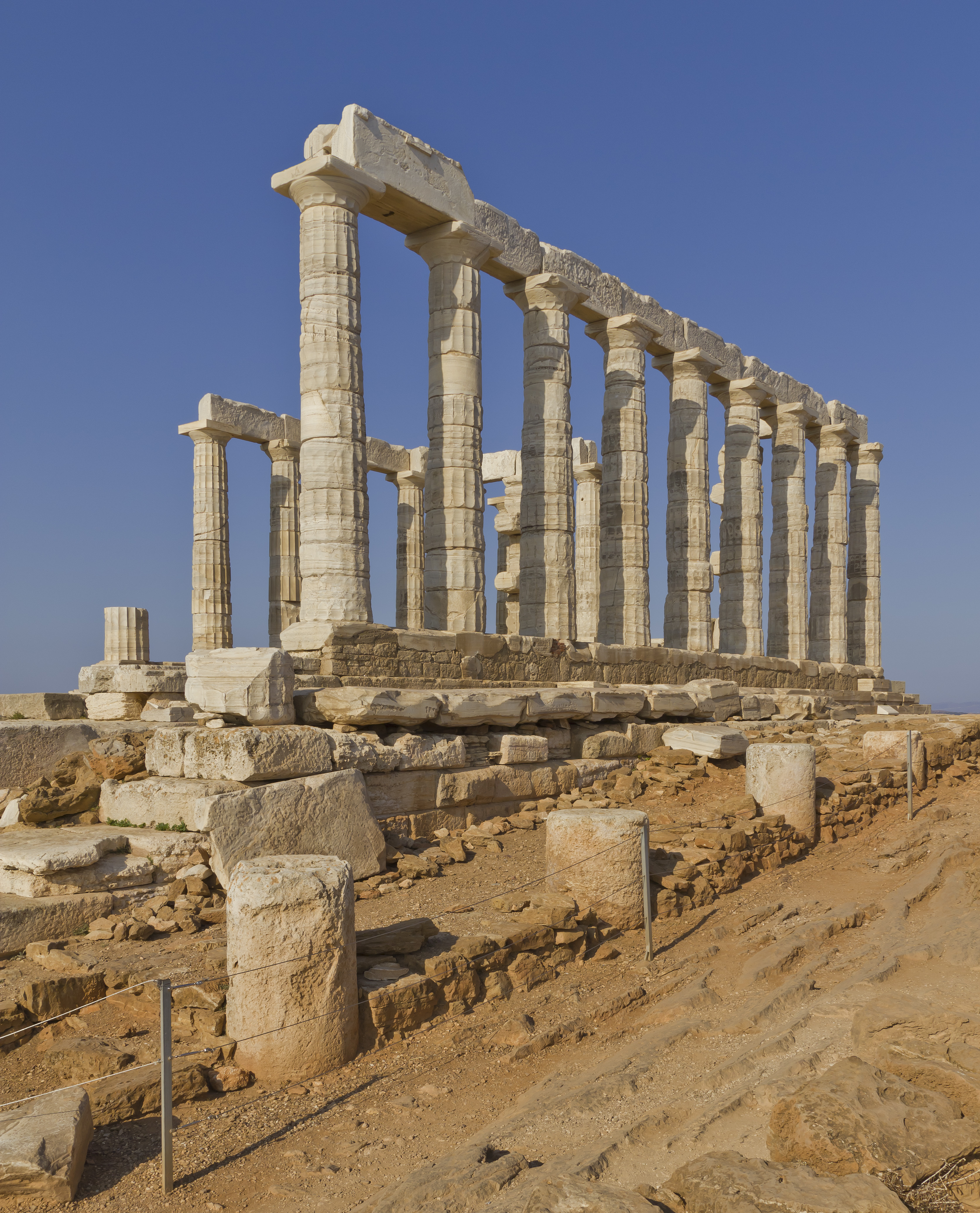
Runes del temple de Posidó al Cap Súnion.

Posidó era un déu municipal important a diverses ciutats: a Atenes era el segon en importància després d'Atena, mentre que a Corint i a moltes ciutats de la Magna Grècia era el déu cap de la polis. Les festes celebrades en honor a Posidó es deien, de manera genèrica, Posidònies.
En el seu aspecte benigne, Posidó es concebia creant noves illes i oferint mars en calma. Quan s'enfadava o era ignorat, punxava a terra el seu trident i provocava deus caòtics, terratrèmols, enfonsaments i naufragis. A l'Odissea, el seu rancor envers Odisseu li feu impedir que tornés a casa seva a Ítaca. Els mariners oraven a Posidó per tenir un viatge segur, de vegades ofegant cavalls com a sacrifici; d'aquesta manera, segons un papir fragmentari, Alexandre el Gran s'aturà a la costa grega abans de la Batalla d'Issos i recorregué a les oracions, «invocant el déu del mar Posidó, per a la qual cosa ordenà que un carro de quatre cavalls fos llançat a les onades».
Segons Pausànias, Posidó fou, juntament amb Gea i Temis, una de les divinitats a les quals pertanyia l'oracle de Delfos abans que l'olímpic Apol·lo els substituís. Apol·lo i Posidó col·laboraven estretament en molts àmbits: en la colonització, per exemple, Apol·lo Dèlfic donava l'autorització per partir i assentar-se, mentre Posidó tenia cura dels colonitzadors en llur viatge i proporcionava l'aigua purificadora per al sacrifici fundacional. A l'Anàbasi, Xenofont descriu un grup de soldats espartans el 400-399 aC cantant un peà a Posidó, una mena d'himne destinat normalment a Apol·lo.
Com Dionís, que feia enfurir les Mènades, Posidó també provocava certes formes de pertorbació mental. Un text hipocràtic del 400 aC, Sobre la malaltia sagrada, afirma que era considerat culpable de certs tipus d'epilèpsia.